# Анета (село)
Анета (укр. Анета) — село на Украине, основано в 1815 году, находится в Звягельском районе Житомирской области.
Население по переписи 2001 года составляет 215 человек. Почтовый индекс — 11700. Телефонный код — 4141. Занимает площадь 1,053 км².
В 1913 году в Анете родился известный немецкий писатель и поэт Г. Г. Генке. Здесь находится немецкое кладбище.

## Адрес местного совета
11760, Житомирская область, Звягельский р-н, с. Пилиповичи, ул. А. Довженко, 1, тел. 607-98